# La Chasa de Peire
La Chasa de Peire (en francès La Chaze-de-Peyre) és un municipi francès situat al departament del Losera i a la regió d'Occitània.